# Асиміляція і дисиміляція приголосних в українській мові
Асиміляція (від лат. assimilatio — уподібнення) — це таке фонетичне явище, при якому відбувається артикуляційне уподібнення звуків один одному в межах слова чи словосполучення.
Дисиміляція (від лат. dissimilatio — розподібнення) — це таке фонетичне явище, при якому один з двох однакових чи подібних приголосних звуків у межах одного слова замінюється іншим, артикуляційно близьким.

## Види асиміляцій приголосних

### Асиміляція за дзвінкістю
Якщо за глухим приголосним іде дзвінкий приголосний, то попередній глухий одзвінчується. Під час артикуляції такого звука голосові зв'язки починають вібрувати. Наприклад:
- молотьба — [молод'ба]
- вокзал — [воґзал]

Така асиміляція можлива і на стикові слів, особливо при швидкому темпі мовлення. Наприклад:
- як же — [йаґже]
- наш брат — [нажбрат]

Перед звуками [л], [р], [й], [м], [в], [н] подібна асиміляція відсутня. В українській мові також відсутня асиміляція за глухістю. Приголосні зберігають свою дзвінкість у кінці слова. На межі кореня й суфікса явище оглушення також відсутнє.
Кінцеві приголосні префіксів [ж], [д], [б] зберігають дзвінкість: мі[жп]ланетний, на[дх]одити, о[бк]ладинка.
Приголосний [з] у кінці префіксів та прийменників не повинен оглушуватися: ро[зх]итати, бе[зп]еречний, чере[зс]илу.

### Асиміляція за місцем і способом творення
Ця асиміляція найбільш поширена в середині слів, менш на їхньому стикові. Артикуляція попереднього приголосного може повністю уподібнюватися артикуляції наступного (повна асиміляція) або частково (часткова асиміляція). Наприклад:
- безжурний — бе[ж:]урний
- качці — ка[ц':]і
- вітчизна — ві[ч:]изна
- робиться — роби[ц':]я
- умиваєшся — умиває[с':]я

### Асиміляція за м'якістю
Передньоязикові [с], [з], [ц], [ ͡дз], [т], [д], [н], [л] уподібнюються за м'якістю м'яким цієї ж групи. Наприклад:
- дня — [д'н'а]
- тління — [тлін':а]

Однак звуки [т], [д], [н], [л] перед звуками, які пом'якшуються лише частково — [р’], [к’], [г’], [м’], [б’], [в’], [ф’], [ш’], [ч’], [ж’], за м'якістю не асимілюються:
- дряпати — [др’а]пати
- трьох — [тр’]ох

Звуки ж [с], [з], [ц], [ ͡дз] пом'якшуються навіть перед легко пом'якшеними:
- світ — [с'в']іт
- свято — [с'в']ято

Звуки [р], [к], [г], [ґ], [х], [м], [б], [п], [в], [ф], [ш], [ч], [ж] у позиції перед м'якими не асимілюються.

### Асиміляція за глухістю
Префікс або прийменник оглушується перед дальшим глухим приголосним; оглушення префікса з- перед глухими [к], [п], [т], [х] та [ф] на письмі передається написанням с:
- стиха — [ст]иха

Прийменник з перед названими глухими вимовляється тільки як с, але на письмі не змінюється:
- з книги — [ск]ниги,
- з хати -[сх]ати

Префікс і прийменник з перед іншими глухими приголосними оглушується також повністю, але в українській орфографії ніколи не замінюється на с:
- з чого — [зч]ого —> [сч]ого -> [шч]ого,
- зшити — [зш]ити — [сш]ити — [ш:]ити

Кінцевий дзвінкий приголосний [з] у прийменниках і префіксах типу без-, роз-також здебільшого оглушується перед дальшим глухим, хоч повний перехід у вимові не відбувається, особливо перед глухим [с]; на письмі зміна не передається: 
- розписка [роспи'ска]
- безпечний [беиспе'чний]
- але розсада [розса'да], безславно [беизсла'уно] і подібні

Дзвінкий приголосний [г] оглушується перед глухими [к], [т] у словах [н'íхт'і], [к'íхт'і], [лéхко], [вóхко] та похідних від них утвореннях.

## Напрямки асиміляції приголосних
За напрямом розрізняють прогресивну і регресивну асиміляції.

### Прогресивна асиміляція
Прогресивною є асиміляція за умови, коли артикуляція попереднього звука впливає на артикуляцію наступного — і змін зазнає наступний звук.

### Регресивна асиміляція
Регресивна асиміляція — це асиміляція, за якої артикуляція наступного звука впливає на артикуляцію попереднього — і змін зазнає попередній звук. За сусідством звуків асиміляція буває контактною (суміжною) та дистактною. Якщо уподібнення звуків відбувається за всіма параметрами творення, то асиміляція називаються повною, якщо ж ні — то неповною.
В українській мові частіше відбувається саме регресивна асиміляція, коли дзвінкі шумні приголосні перед глухими втрачають голос, що в певних випадках позначається й на орфографії; тхнути, скривдити, спечений, сформований. У префіксах роз-, без- асиміляція не обов'язкова, наприклад:
- розстелити [рос(с)теилйти]'
- небезпечний [небеспечний]
- безпідставно [бесп'ітстауно]

## Види дисиміляцій приголосних
Дисиміляція виявляється у:
- Зміні [кт] на [хт]: кгто — хто.
- При творенні вищого ступеня порівняння прикметників [с], [зьк] змінилися на [шч] і [жч]: високий — вищий, низький — нижчий.
- Зміні [чн] на [шн] у деяких давніх словах: мірошник, рушник (із ручьникг), а також рушниця, соняшник, сердешний.
- Розподібненні двох однакових звуків при творенні інфінітива від коренів, що закінчувалися на [д], [т]. Унаслідок регресивної дисиміляції утворилося звукосполучення [ст]: плетти — плести, ведти — вести, метти — мести, бредти — брести.[1]

## Напрямки дисиміляції приголосних
За напрямом буває регресивна і прогресивна дисиміляції приголосних.

### Регресивна дисиміляція приголосних
Регресивна дисиміляція приголосних — це зміна попереднього звука під впливом наступного.
Прикладом регресивної дисиміляції є зміна кт у хт (кто→хто, трактор→трахтор): перший із двох зімкнено-проривних приголосних змінився на щілинний. Ця дисиміляція відбулась лиш в окремих словах, бо в мові маємо чимало слів і форм, де вона відсутня: лікті, пекти, волокти тощо. Також унаслідок регресивної дисиміляції звукосполука із зімкнено-щілинного та зімкнено-прохідного (чн) змінилася в сполучення щілинного із зімкнено-прохідним (шн):
- ручьникъ→ручник→рушник,
- мѣрочьникъ→мірочник→мірошник

Але в переважній більшості слів такої дисиміляції немає: ручний, нічний, річниця, точний, заочник.
Звукосполука кр таким же чином перетворилася на хр: крьстъ→хрест(і похідні:хрестити, хрещення, хрестини), а дт, тт — у ст: ведти→вести, плетти→плести.

### Прогресивна дисиміляція приголосних
Прогресивна дисиміляція приголосних — це зміна наступного звука під впливом попереднього.
Прогресивної дисиміляції зазнає другий із двох щілинних у звукосполуках шш і жш,які виникли внаслідок попередньої регресивної асиміляції с, з до ш при творенні форм вищого ступеня порівняння прикметників:
- висший→вишший→виш-чий,
- красший →крашший →крашчий,
- близший→ближчий→ближчий,
- вузший→вужший→ вужчий.[6]

## Ступені сусідства дисиміляцій приголосних
За ступенем сусідства дисиміляція може бути суміжна, або контактна, тобто коли сусідні звуки розподібнюються (кто→хто,ручник→рушник), і несуміжна, або дистантна, коли розподібнюються звуки, розділені іншими(рицар→лицар, рибарство→рибальство).

## Значення асиміляцій і дисиміляцій приголосних
Явища асиміляції й дисиміляції приголосних звуків сприяють підвищенню зручності вимови. Вони роблять її більш природною та милозвучною, збільшують рівень співочості. Крім того, вони допомагають краще зрозуміти ті позиційні й історичні зміни, які становлять фонетичну особливість української мови.